# Neorrenascença

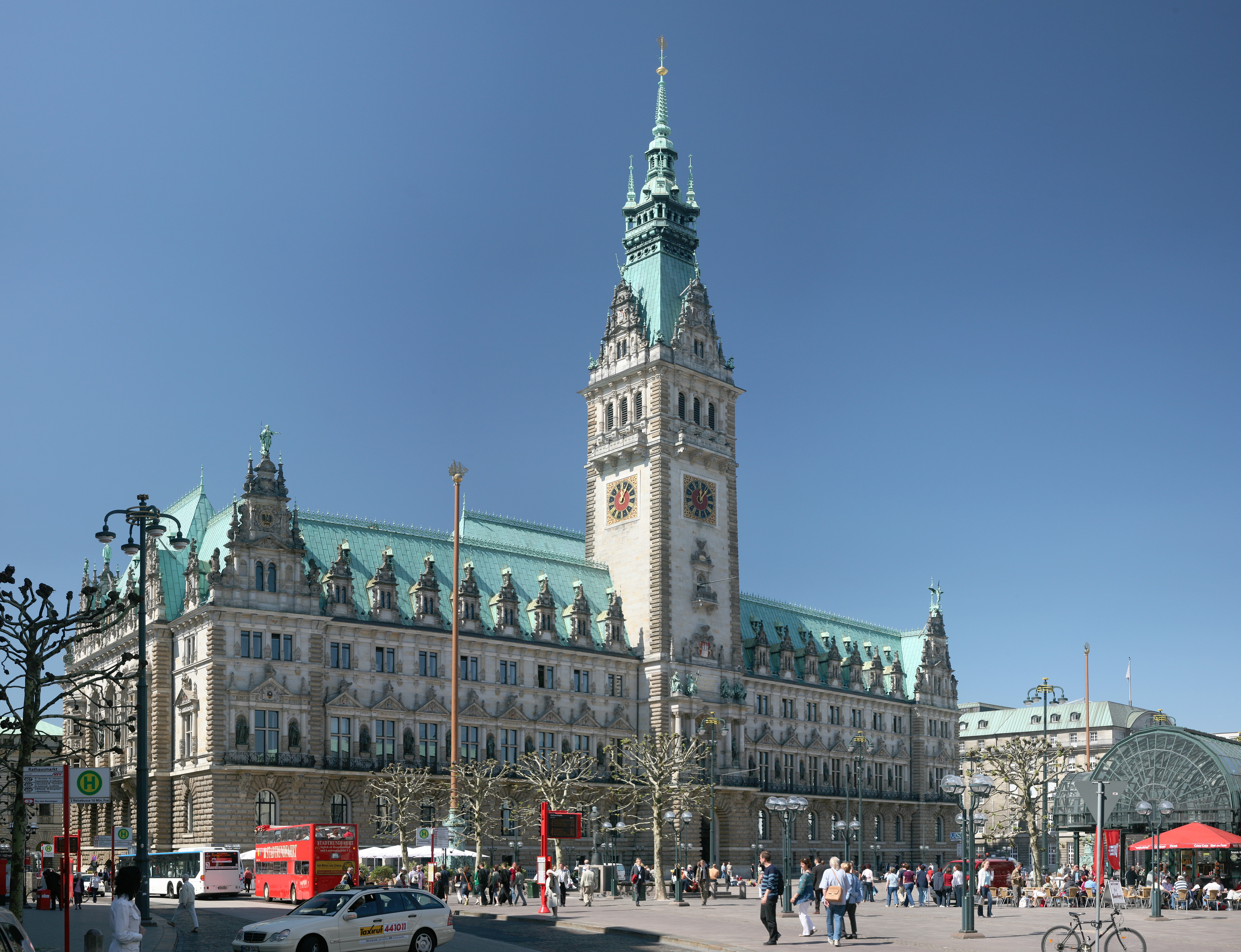
Prefeitura de Hamburgo (Alemanha), edifício neorrenascentista de caráter germânico construído entre 1884 e 1887.

Neorrenascença ou Neorrenascimento é um estilo artístico revivalista surgido no século XIX. O estilo manifestou-se principalmente na arquitetura, estando filiado à arquitetura historicista, mas também influenciou as artes decorativas. Como indica o nome, o estilo retomava as formas arquitetônicas e decorativas do Renascimento europeu dos séculos XIV, XV, XVI e princípios do XVII.
A arquitetura renascentista original caracterizou-se por uma grande variedade de formas dependendo da época e do país. De maneira similar, a arquitetura neorrenascentista teve inúmeras vertentes, dependendo das fontes de inspiração serem o renascimento italiano, francês, germânico, inglês ou outro. Devido a isso é difícil definir características em comum do estilo, podendo-se considerar que existiram vários estilos neorrenascentistas.
Outro fator importante é que, frequentemente, os projetos misturavam elementos da arquitetura neorrenascentista com o neogótico, o neoclassicismo e o neobarroco, dando origem a edificações ecléticas. Assim, obras importantes como a Ópera Garnier (1861–74) de Paris e a Ópera Semper (1871–78) em Dresden são uma mistura de renascença, barroco e neoclassicismo.
Alguns dos modelos mais comuns para a arquitetura neorrenascentista foram os palazzi renascentistas italianos como o Palácio Pitti em Florença e o Palácio Farnese em Roma. Na vertente francesa foram modelos châteaux como o Palácio de Chambord e o Palácio de Blois, localizados no vale do rio Loire. Na Alemanha e norte da Europa serviram de modelos as várias prefeituras (Rathäuser) e palácios dos séculos XVI e XVII, enquanto na Inglaterra os modelos comumente usados foram as casas de campo e palácios do período isabelino.

## Arquitectura
Foi o estilo predilecto pela sociedade industrial, tanto que caracterizou grande parte da produção arquitetónica do século XIX. As razões deste sucesso residem em vários factores: em primeiro lugar, a análise da arquitectura italiana dos séculos XV e XVI não exigia reconstruções arqueológicas nem campanhas de escavações; além disso, o estilo renascentista permaneceu, ao longo dos séculos, como um ideal estético de referência para a cultura europeia. Somou-se a esses elementos a difusão de textos que tiveram grande influência no projeto de edifícios, pois estabeleceram modelos capazes de dar dignidade histórica às necessidades da sociedade industrial: entre estes vale citar Palais, maison, et autres édifices modernés à Rome, de Charles Percier e Pierre-François-Léonard Fontaine (1809), e Edifícios da Roma moderna, de Paul Letarouilly (de 1840).
O estilo neo-renascentista foi utilizado sobretudo em residências e edifícios públicos. As suas características são: composições em blocos, a busca pela simetria, a presença de um ou mais pátios e a utilização de tímpanos, colunas, pilastras, silhares e outros elementos decorativos retirados da época renascentista.
O Palácio Leuchtenberg de Munique atende a esses requisitos , projetado por Leo von Klenze em 1816 inspira-se no Palazzo Farnese de Roma. Também em Munique, o próprio von Klenze criou uma série de edifícios em estilo italiano , como o Königsbau (construído entre 1826 e 1835 com base no modelo do Palazzo Pitti) e o Alte Pinakothek (1826-1830 , inspirado no Palazzo della Cancelleria) . .
No Reino Unido o principal expoente desta corrente (com exceção do Palladianismo, que não teve caráter revivalista, mas foi a continuação direta de uma longa tradição) foi Charles Barry, que construiu a sede do Reform Club e dos Travellers Club em Londres, respectivamente sob influência do Palazzo Pandolfini em Florença e do Palazzo Farnese em Roma. Em particular, para o Reform Club desenhou um pátio interno de planta quadrada, com duas ordens de loggias elevadas, cobertas por elegantes abóbadas de ferro e vidro, tipicamente oitocentista.
Na Itália já se encontram tendências neo-renascentistas a partir da obra de Giuseppe Piermarini, mas as características mais ecléticas emergem entre a segunda metade do século XIX e o início século XX, altura em que este estilo uniformizou os novos edifícios construídos na sequência dos planos de demolição e reconstrução de alguns centros históricos.
Por exemplo, a Galleria Vittorio Emanuele II de Milão (iniciada em 1865), o Palazzo delle Assicurazioni Generali di Milano têm uma impressão neorenascentista (1901) e de Florença (1871) e as loggias da Piazza della Repubblica ( 1885- 1895) em Florença, o Palazzo Koch de Roma (1880-1892), a Galleria Umberto I (1887-1890) e o Palazzo della Borsa de Nápoles (1895-1899).
O estilo desenvolveu-se também na Europa de Leste, especialmente nas Reino da Hungria (Ópera e Basílica de Santo Estêvão (Budapeste). Em vez disso, na França espalhou-se uma corrente inspirada no Classicismo francês e, por isso, caracterizada por grandes telhados de quatro águas; este projecto foi introduzido na reconstrução do Hótel de Ville de Paris, atingiu o seu auge na conclusão do Louvre e foi também retomado em Inglaterra e América.

## Galeria

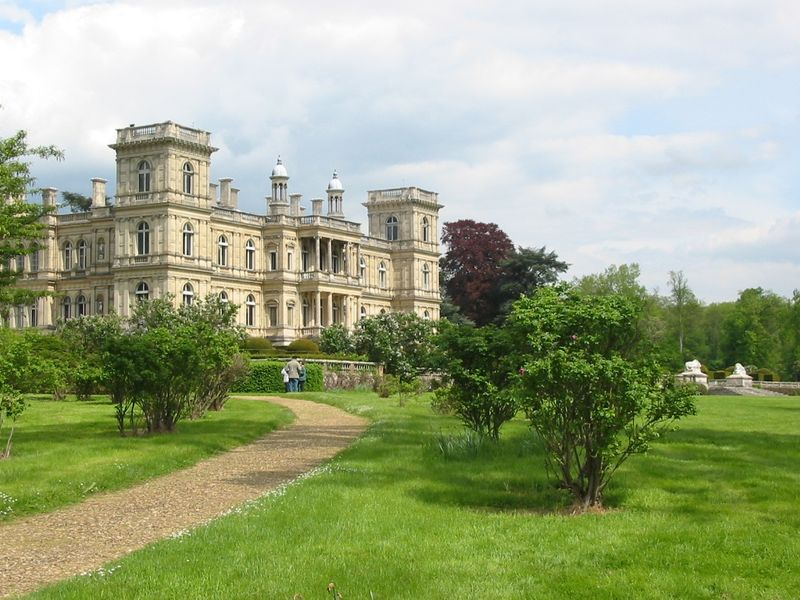
Château de Ferrières (1855–59), em estilo da renascença inglesa, França
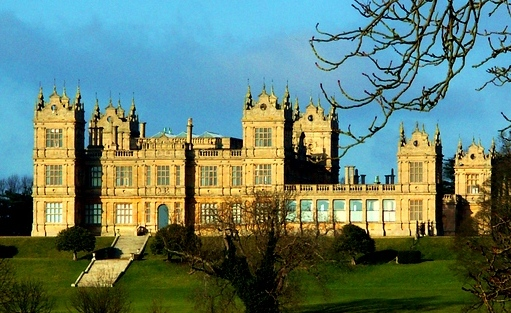
Mentmore Towers (1852–54), Inglaterra
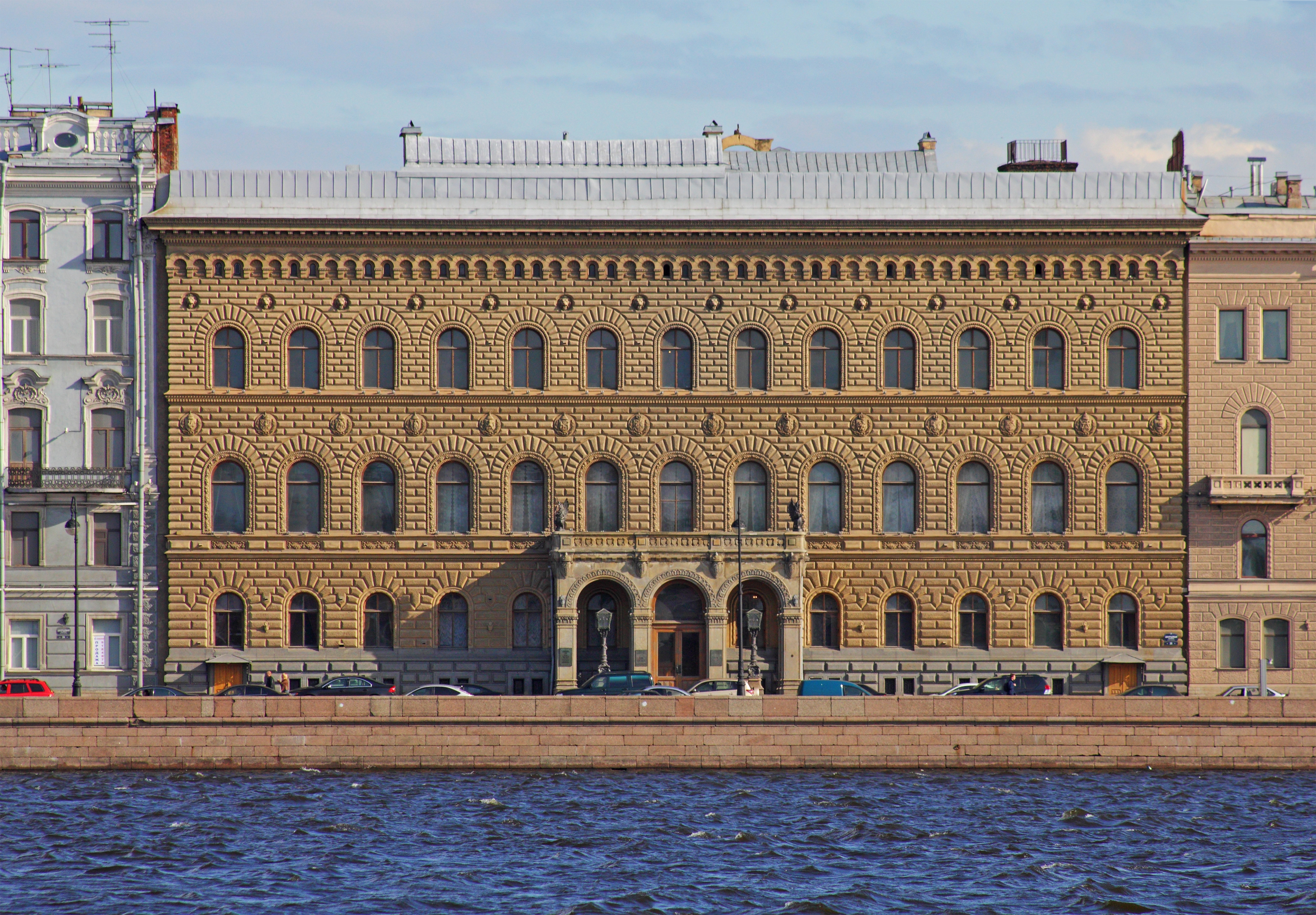
Palácio Vladimir (1867–72), São Petersburgo, Rússia
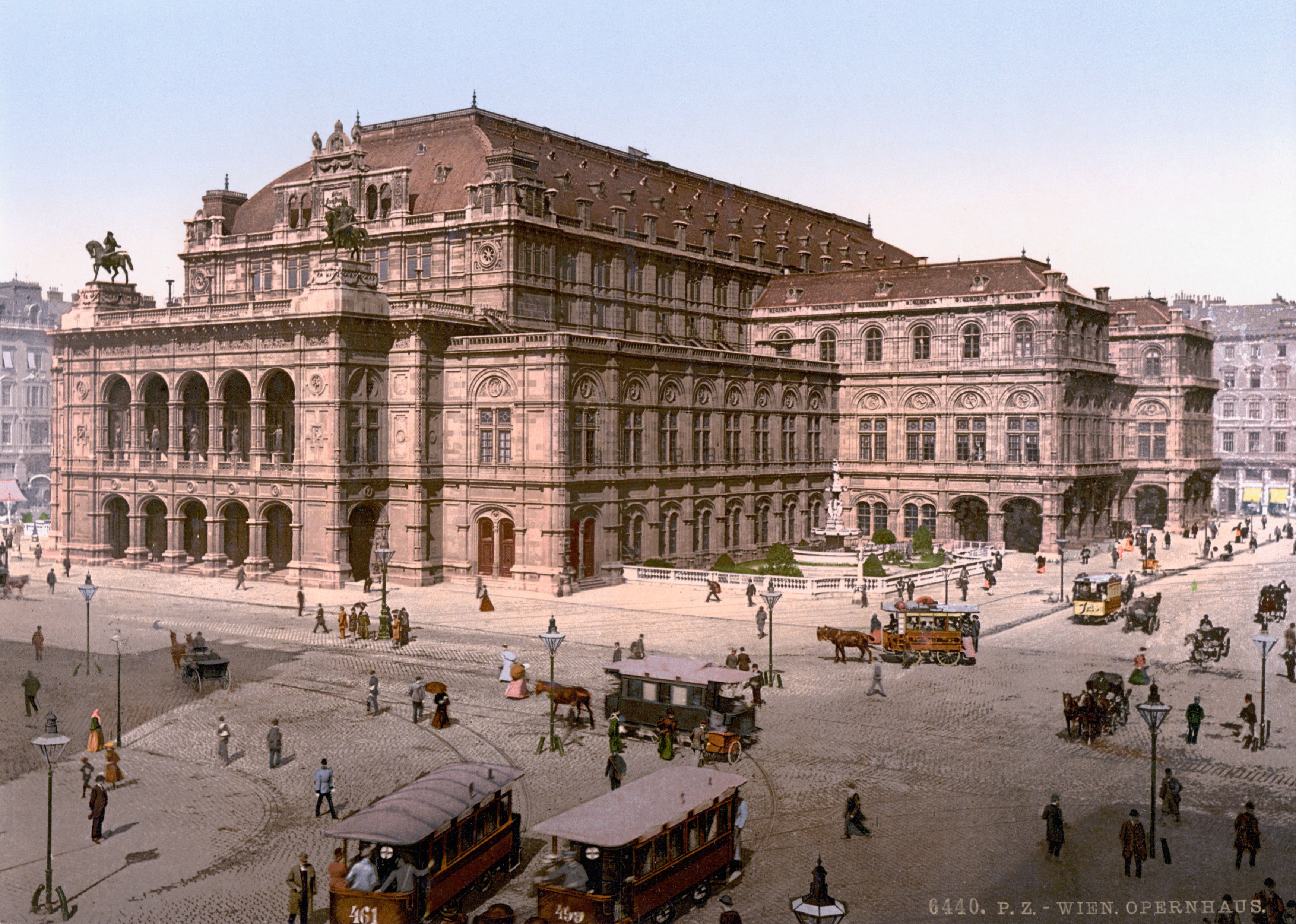
Ópera Estatal de Viena (1861–69), Áustria
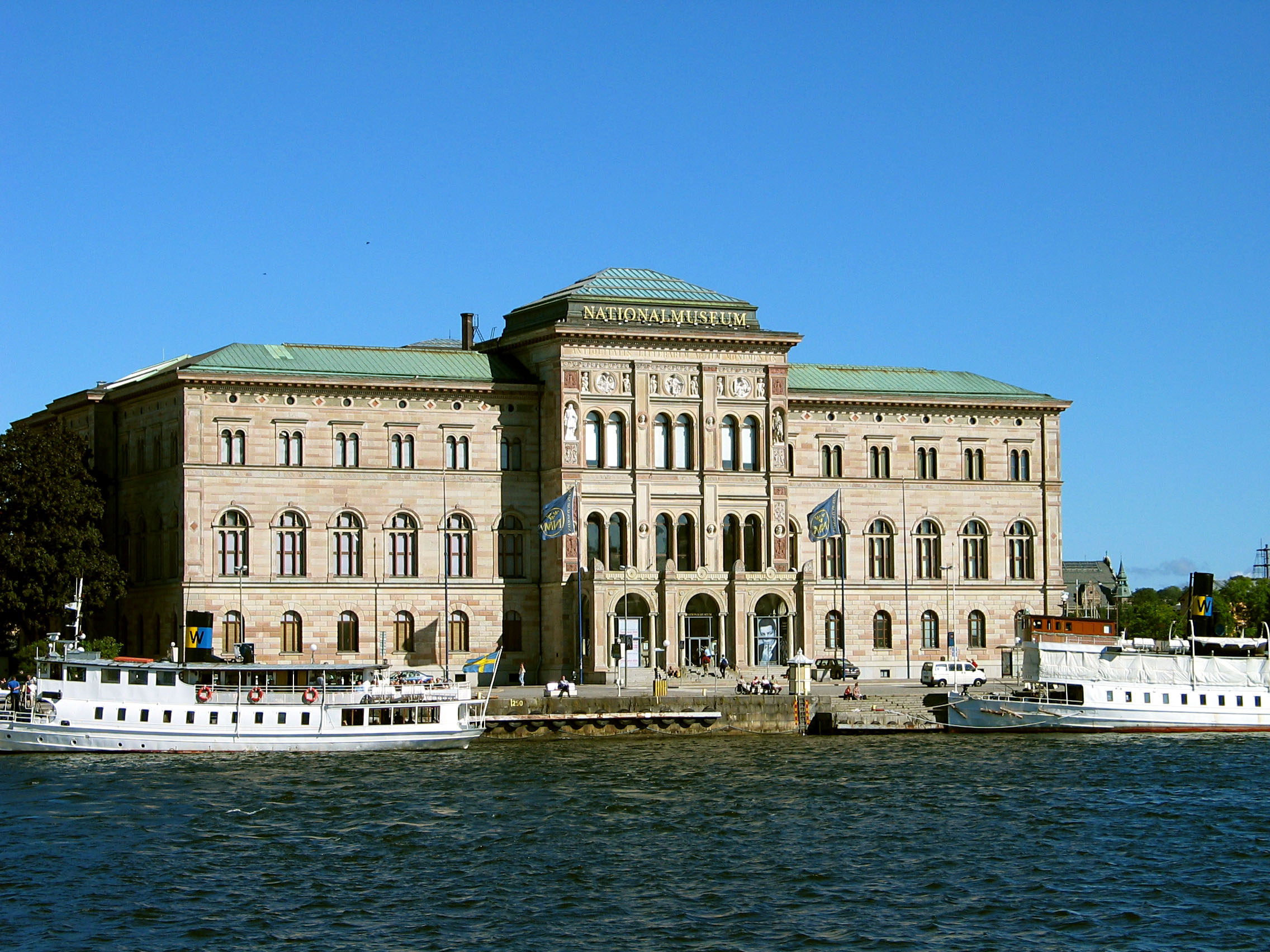
Edifício do Museu Nacional de Belas-Artes da Suécia (c.1866)
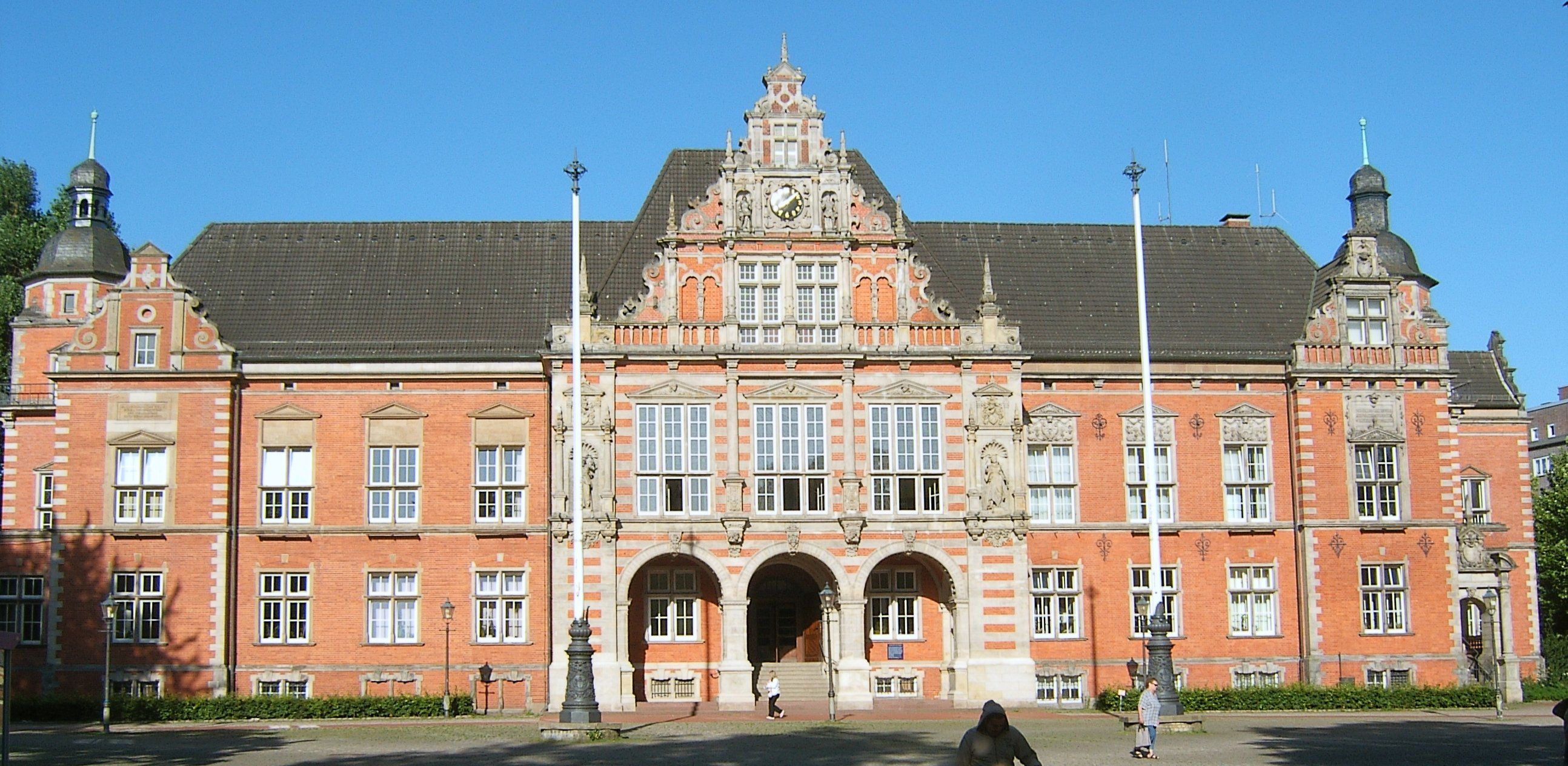
Prefeitura do distrito de Harburg (c.1889), Hamburgo, Alemanha
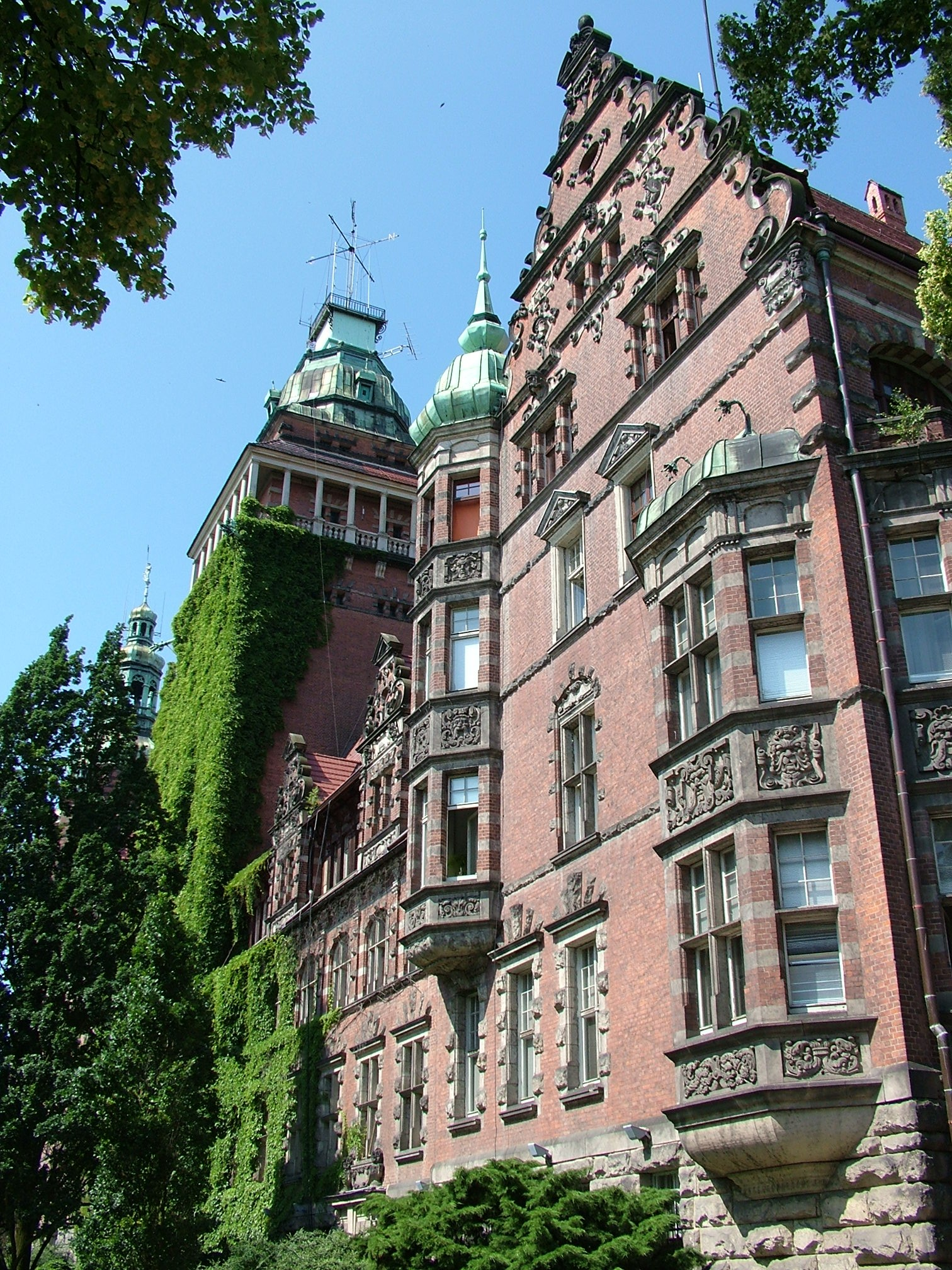
Escritório Regional em Estetino (Pomerânia Ocidental), Polónia
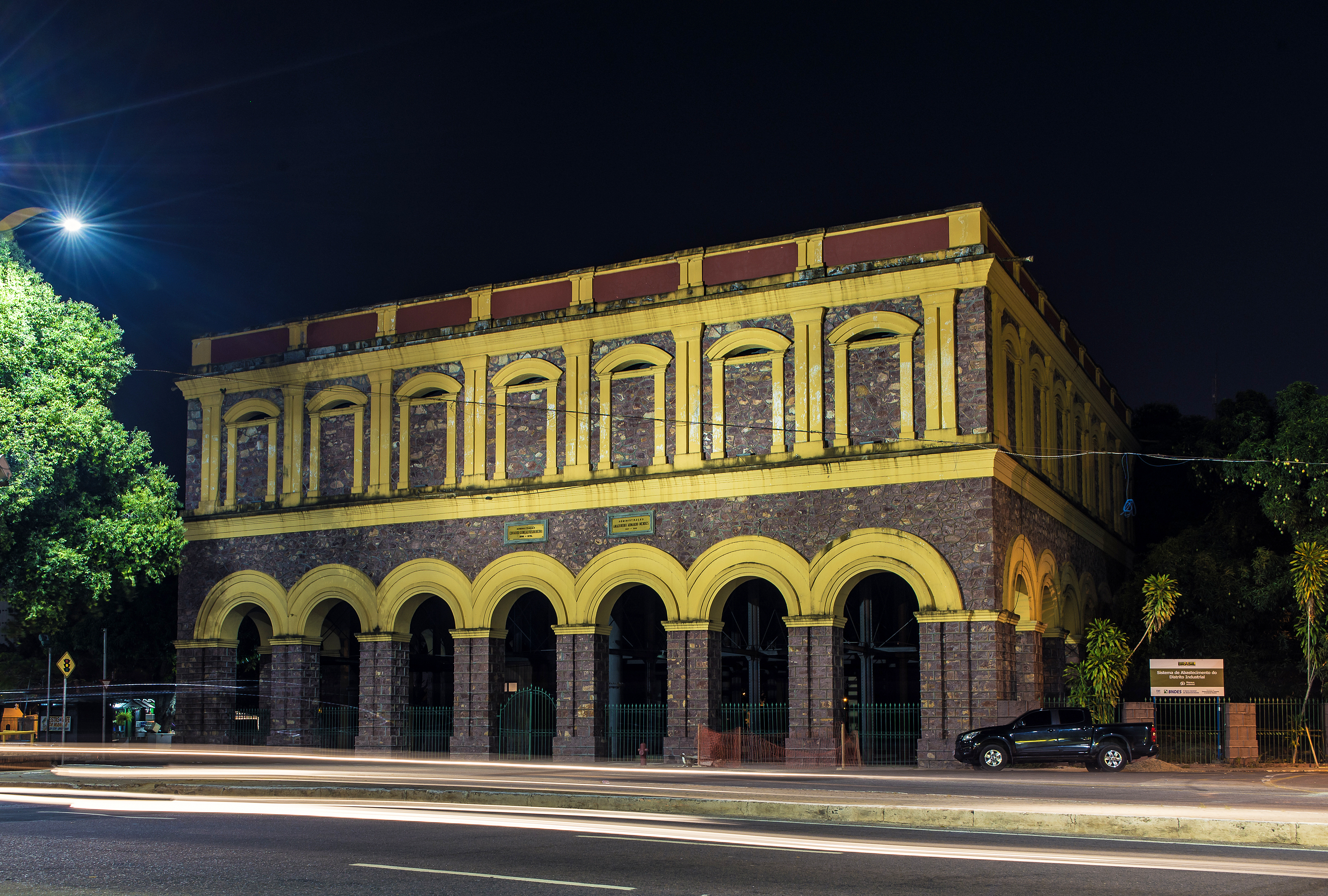
Reservatório do Mocó em Manaus (1893–99), Brasil
Teatro Municipal de São Paulo (1903–11), Brasil
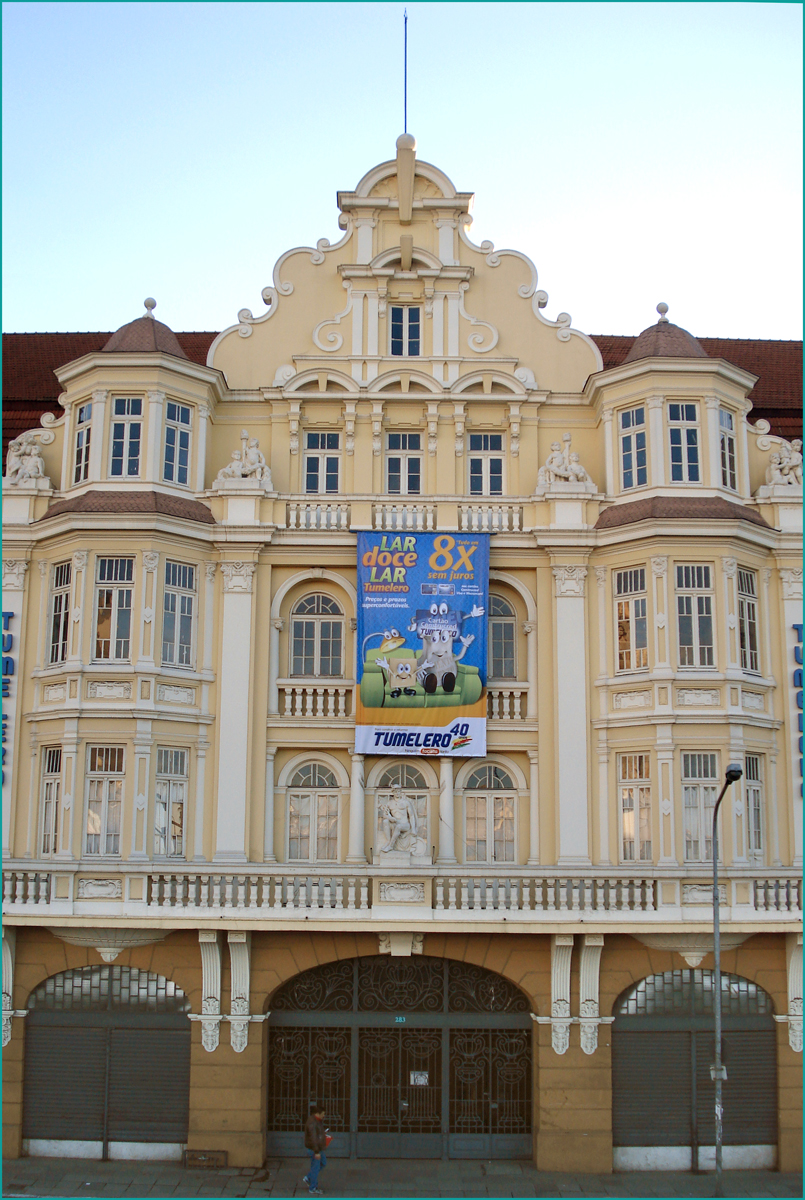
Edifício Ely (1922) em Porto Alegre, Brasil